# Psinka
Psinka (zwana też Cyną, niem. Mühlgraben) – sztuczny kanał, który został wybudowany najprawdopodobniej przez Flamandów. Dawniej biegł spod Bieńkowic do Raciborza, zaopatrując miasto w wodę pozyskiwaną z koryta Psiny. Został zasypany w latach 1969-70. Do dziś przetrwał jedynie ślad suchego koryta między Bieńkowicami i Studzienną, południową dzielnicą Raciborza. Kanał uznawany jest za pierwszy potwierdzony źródłowo wodociąg na Górnym Śląsku.

## Historia
Pierwsza wzmianka pochodzi z dokumentu fundacyjnego klasztor dominikanów księcia opolsko-raciborskiego Władysława z 14 kwietnia 1258 roku, mówi on podarowaniu braciom zakonnym kanału, który przepływał przez miasto obok ich klasztoru wraz z młynem i leżącym przy nim placu. Najprawdopodobniej chodzi tutaj właśnie o Psinkę, która została wybudowana przez Flamandów osiadłych w Raciborzu. Było to nie lada przedsięwzięcie inżynierii wodnej, ponieważ lustro wody tego kanału koło Bieńkowic jest na wysokości 191,5 metra, a plac Długosza, przez który biegł dawniej kanał znajduje się na tej samej wysokości. Należy jednak wziąć pod uwagę, że poziom historycznego starego miasta na przestrzeni dziejów uległ podwyższeniu wskutek działalności człowieka.
Istnienie tego kanału potwierdza wiele map, na których widać ciek wodny biegnący równolegle do Odry. Zadaniem kanału było zaopatrywanie miasta w wodę oraz pełnił on funkcje obronne, zasilając wodą fosę miejską.
W miarę rozwoju miasta kanał utracił swoją wodociągową rolę, a rozwój przemysłu i brak konserwacji koryta zamienił go w ściek. W latach 70. XX wieku Psinka na terenie Raciborza została ujęta w rury kanalizacyjne, a koryto zasypano.

## Przebieg kanału

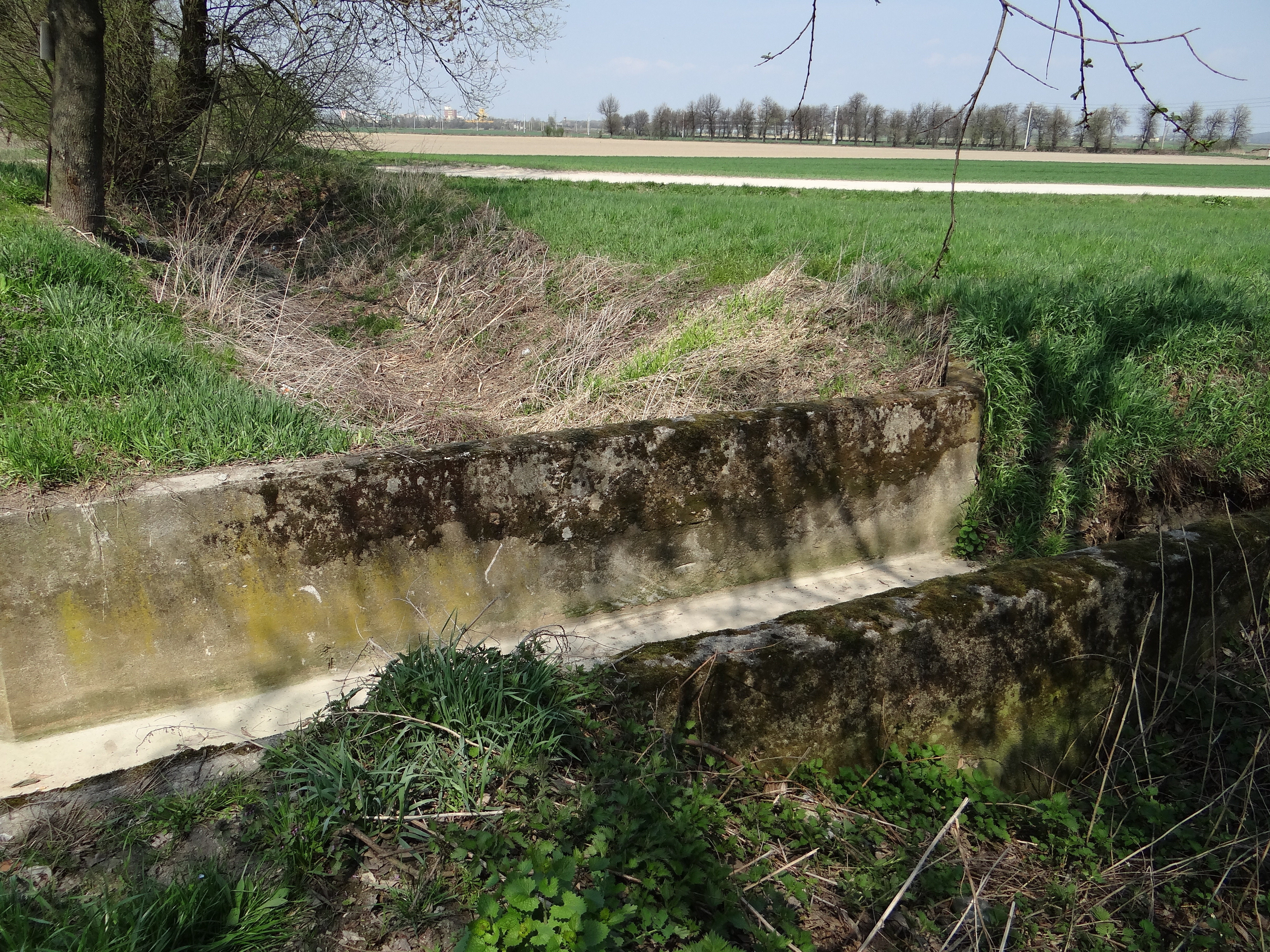
Skrzyżowanie byłego koryta Psinki ze strugą z Raciborza-Sudołu.

Psinka rozpoczynała swój bieg w Bieńkowicach i płynęła na północ, do Raciborza, mijając od wschodniej strony jego dwie dzielnice – Sudół i Studzienną. Jej koryto biegło dalej na północ i przechodziło przez centrum Raciborza.

### Dawny przebieg Psinki w Raciborzu
Pierwotnie Psinka przecinała dzisiejszy plac Długosza, okrążając od wschodu kościół parafialny, gdzie kierowała się do klasztoru dominikanów (obecny plac Targowy). Następnie przecinała ulicę Odrzańską i istniejącą do 1945 roku ul. Wagi Młyńskiej, przy której znajdował się młyn należący do miasta, a napędzany wodą z kanału. Istnieją historyczne przesłanki, potwierdzone znaleziskami archeologicznymi (resztki młyna wodnego, odnalezione na terenie dzisiejszej apteki w Rynku), że Psinkę na tym odcinku rozgałęziono w jeszcze jedno koryto, obiegające teren raciborskiego rynku od strony zachodniej. Równolegle przekopano odcinek okrążający mury miejskie od strony zachodniej, który przetrwał aż do lat 70. XX wieku jako jedyny potwierdzony kartograficznie przebieg kanału na terenie miasta.
Według mapy Głównego Urzędu Geodezji i Kartografii kanał biegł z południa na północ do Raciborza, natomiast w planach miasta błędnie zmieniono jej kierunek na południowy. W planach tych bieg kanału przedstawiał się następująco: Psinka przecinała przedłużenie ul. Marii Curie-Skłodowskiej i kieruje się na zachód między ul. Lunonautów a Żwirki i Wigury. Następnie biegła równolegle po zachodniej stronie ul. Polnej, przecinając ul. Opawską i Ocicką, gdzie znajdował się kiedyś most z figurą św. Jana Nepomucena (obecnie znajduje się na placu wokół kościoła Najświętszego Serca Pana Jezusa). Kolejno kanał biegł wzdłuż muru otaczającego wspomniany kościół po zachodniej stronie aż do ul. Warszawskiej. Następnie przecinał ul. Żeromskiego i na rogu ul. Konopnickiej biegł po ogródkach działkowych im. Jana Matejki, częściowo wzdłuż głównej alei. Kolejno kanał przecinał ul. Filmową i biegł w stronę ul. Ogrodowej, przecinając ją na wysokości ul. Klasztornej i biegnąc tą ulicą po zachodniej stronie. Następnie Psinka skręcała w ul. Kasprowicza, którą przecięła na wysokości Gimnazjum Nr 1 biegnąc dalej między I Liceum Ogólnokształcącym a Specjalnym Zakładem Szkolno Wychowawczym dla Niesłyszących i Słabosłyszących w Raciborzu. Na terenie dzisiejszego zakładu głuchych istniała kiedyś zapora, która tworzyła zbiornik wodny, służący do pobierania wody w wypadku pożaru. Woda dostarczana była przez bramę w murach miejskich na wysokości obecnej ul. Bankowej, która była otwierana tylko w dni targowe i w wypadku pożaru. W miejscu dawnego pomnika Germanii znajdowała się przepompownia napędzana kołem poruszanym wodą kanału, która zasilała część wodociągów miejskich. Następnie kanał przecinał ul. Karola Miarki biegnąc w stronę ul. Stalmacha, a następnie ul. Londzina. Przechodziła później przez ul. Londzina, zasilając młyn Domsa i biegła równolegle do Odry, wpływając do niej na wysokości ul. Śląskiej. Ślady pozostałości kanału widać m.in. przy ul. Ocickiej (kamienna balustrada dawnego mostu), przy zbiegu ulic Klasztornej i Kasprowicza (betonowe płyty nad przepustem przy wjeździe na teren banku) i u zbiegu ulic Stalmacha i Dąbrowskiego (ograniczony betonowym pasem trawnik przy kamienicy, pod którym jest zasypane koryto).

## Film o historii kanału
Dzieje kanału Psinka zostały przedstawione w pełnometrażowym filmie dokumentalnym "Z biegiem Psinki". Jego autorem, reżyserem, operatorem i montażystą jest Adrian Szczypiński, twórca filmów o historii Raciborza. Premiera miała miejsce 15 czerwca 2013 roku w sali widowiskowej Raciborskiego Centrum Kultury. Film jest dostępny na kanale YouTube.